# Canton de Châtel-sur-Moselle
Le canton de Châtel-sur-Moselle était une division administrative française, située dans le département des Vosges et la région Lorraine.

## Composition
Cet ancien canton, disparu en 2015, était composé des vingt-trois communes suivantes : 
| Nom                            | Code Insee | Intercommunalité | Superficie (km2) | Population (dernière pop. légale) | Densité (hab./km2) |
| ------------------------------ | ---------- | ---------------- | ---------------- | --------------------------------- | ------------------ |
| Châtel-sur-Moselle (chef-lieu) | 88094      | CA d'Épinal      | 11,86            | 1 709 (2014)                      | 144                |
| Badménil-aux-Bois              | 88027      | CA d'Épinal      | 9,14             | 155 (2014)                        | 17                 |
| Bayecourt                      | 88040      | CA d'Épinal      | 6,92             | 266 (2014)                        | 38                 |
| Chavelot                       | 88099      | CA d'Épinal      | 6,16             | 1 460 (2014)                      | 237                |
| Damas-aux-Bois                 | 88121      | CA d'Épinal      | 29,46            | 268 (2014)                        | 9,1                |
| Domèvre-sur-Durbion            | 88143      | CA d'Épinal      | 12,51            | 291 (2014)                        | 23                 |
| Frizon                         | 88190      | CA d'Épinal      | 11,75            | 501 (2014)                        | 43                 |
| Gigney                         | 88200      | CA d'Épinal      | 5,09             | 52 (2014)                         | 10                 |
| Girmont                        | 88204      | CA d'Épinal      | 12,73            | 993 (2013)                        | 78                 |
| Hadigny-les-Verrières          | 88224      | CA d'Épinal      | 13,74            | 393 (2014)                        | 29                 |
| Haillainville                  | 88228      | CA d'Épinal      | 12,26            | 171 (2014)                        | 14                 |
| Igney                          | 88247      | CA d'Épinal      | 7,66             | 1 174 (2014)                      | 153                |
| Mazeley                        | 88294      | CA d'Épinal      | 10,39            | 268 (2014)                        | 26                 |
| Moriville                      | 88313      | CA d'Épinal      | 25,05            | 427 (2014)                        | 17                 |
| Nomexy                         | 88327      | CA d'Épinal      | 7,95             | 2 160 (2014)                      | 272                |
| Oncourt                        | 88337      | CA d'Épinal      | 3,94             | 185 (2013)                        | 47                 |
| Pallegney                      | 88342      | CA d'Épinal      | 5,93             | 177 (2014)                        | 30                 |
| Rehaincourt                    | 88379      | CA d'Épinal      | 15,22            | 339 (2014)                        | 22                 |
| Sercœur                        | 88454      | CA d'Épinal      | 9,18             | 247 (2014)                        | 27                 |
| Thaon-les-Vosges               | 88465      | CA d'Épinal      | 11,70            | 7 895 (2013)                      | 675                |
| Vaxoncourt                     | 88497      | CA d'Épinal      | 8,43             | 506 (2014)                        | 60                 |
| Villoncourt                    | 88509      | CA d'Épinal      | 6,40             | 110 (2014)                        | 17                 |
| Zincourt                       | 88532      | CA d'Épinal      | 4,47             | 92 (2014)                         | 21                 |

## Représentation

### Conseillers généraux de 1833 à 2015
| Période | Période                    | Identité                       | Étiquette            | Qualité |
| ------- | -------------------------- | ------------------------------ | -------------------- | --- |
| 1833    | 1836                       | Jean-François Gérard           |                      | Notaire Maire de Châtel-sur-Moselle (1832-1846) |
| 1836    | 1845                       | Charles Dumont (1799-1846)     |                      | Magistrat, juge de paix à Châtel-sur-Moselle Conseiller d'arrondissement (1833-1836)                                                                     |
| 1845    | 1870                       | Louis Cuny                     |                      | Avocat puis juge au Tribunal civil d'Épinal |
| 1870    | 1871                       | Jean Masson                    |                      | Propriétaire Maire de Châtel-sur-Moselle (1853-1855) |
| 1871    | 1874                       | Adrien Tanant (1825-1885)      | Républicain          | Notaire, juge de paix du canton d'Épinal |
| 1874    | 1880                       | Georges Christophe (1828-1883) | Droite               | Notaire à Épinal |
| 1880    | 1885 (décès)               | Adrien Tanant                  | Républicain          | Notaire, juge de paix du canton d'Épinal |
| 1885    | 1892                       | Théodore Vallon                | Républicain          | Propriétaire agriculteur Maire de Châtel-sur-Moselle (1881-1882 et 1883-1888) Conseiller d'arrondissement (?-1885)                                       |
| 1892    | 1919                       | Armand Lederlin                | AD                   | Industriel Maire de Thaon-les-Vosges (1884-1919) Président du conseil général (1907-1918)                                                                |
| 1919    | 1925 (démission)           | Charles Louis Lefrançois       | Rad.                 | Vétérinaire Maire de Châtel-sur-Moselle (1908-1925) Conseiller d'arrondissement (?-1919)                                                                 |
| 1925    | 1933 (décès)               | Paul Richard                   | Rad.                 | Médecin Maire de Châtel-sur-Moselle (1925-1933) |
| 1933    | 1940                       | Louis Guillon                  | PRAS-RG              | Représentant de commerce Député des Vosges (1932-1936) Maire de Thaon-les-Vosges (1925-1929 et 1934-1942) Ancien conseiller d'arrondissement (1919-1925) |
|         |                            |                                |                      | |
| 1943    | 1945                       | Pierre Queuche                 |                      | Mécanicien Conseiller municipal de Nomexy Nommé conseiller départemental en 1943                                                                         |
|         |                            |                                |                      | |
| 1945    | 1949                       | Victor Benoît (1879-1961)      | SFIO                 | Directeur d'école retraité Maire de Thaon-les-Vosges (1945-1953)                                                                                         |
| 1949    | 1953 (démis de son mandat) | Robert Petitjean               | RPF                  | Représentant de commerce |
| 1953    | 1973                       | Léon Brédiger                  | RS puis UNR puis UDR | Médecin Maire de Châtel-sur-Moselle (1965-1971) |
| 1973    | 1998                       | Robert Bresson (1927-2001)     | App. PCF             | Principal adjoint de collège Maire de Chavelot (1970-2001)                                                                                               |
| 1998    | 2008 (décès)               | Raymond Dégémard (1936-2008)   | RPR puis DVD         | Directeur dans un groupe industriel Maire de Thaon-les-Vosges (1995-2008)                                                                                |
| 2008    | 2015                       | Colette Marchal                | DVD puis NC-UDI      | Infirmière libérale Maire de Nomexy (2001-2014) Suppléante du député Michel Heinrich (2002-2017)                                                         |

### Conseillers d'arrondissement (de 1833 à 1940)
Le canton de Châtel avait deux conseillers d'arrondissement à partir de 1913.
| Période                                  | Période      | Identité                                     | Étiquette   | Qualité |
| ---------------------------------------- | ------------ | -------------------------------------------- | ----------- | --- |
| 1833                                     | 1836         | Charles Dumont (1799-1846)                   |             | Propriétaire, juge de paix à Châtel                                                                         |
| 1836                                     | 1848         | Claude Antoine Hyacinthe Gerbaut (1785-1853) |             | Ancien notaire à Châtel                                                                                     |
|                                          |              |                                              |             | |
|                                          | 1885         | Théodore Vallon                              | Républicain | Propriétaire agriculteur, maire de Châtel-sur-Moselle                                                       |
|                                          |              |                                              |             | |
|                                          | 1899 (décès) | M. Bannerant                                 |             | |
|                                          |              |                                              |             | |
|                                          | 1913         | Henri Vuillaume                              |             | Cultivateur, maire de Moriville                                                                             |
|                                          | 1919         | Charles Louis Lefrançois                     | Rad.        | Vétérinaire, maire de Châtel                                                                                |
|                                          | 1916 (décès) | Joseph Fougerolle                            |             | Cultivateur, maire de Chavelot                                                                              |
| 1916                                     | 1919         | siège vacant                                 |             | |
| 1919                                     | 1925         | Edouard Laurent                              |             | Conseiller municipal d'Haillainville                                                                        |
| 1919                                     | 1925         | Louis Guillon                                | PRAS-RG     | Représentant de commerce, adjoint au maire de Thaon-les-Vosges                                              |
| 1925                                     | 1925         | Paul Richard                                 | Rad.        | Médecin, maire de Châtel                                                                                    |
| 1925                                     | 1940         | Paul Balland                                 | Rad.        | Agriculteur à Damas-aux-Bois                                                                                |
| 28 Nov. 1925                             | 1937         | Léon Ghier (1893-1948)                       | Rad.        | Vétérinaire d'abattoir, propriétaire à Padoux                                                               |
| 1937                                     | 1940         | Charles Louis Lefrançois fils (1905-1971)    | Rad.        | Vétérinaire à Châtel                                                                                        |
| 1940                                     |              |                                              |             | Les conseils d'arrondissement ont été suspendus par la loi du 12 octobre 1940 et n'ont jamais été réactivés |
| Les données manquantes sont à compléter. |              |                                              |             | |

## Démographie
| 1962   | 1968   | 1975   | 1982   | 1990   | 1999   | 2006   | 2011   | 2012   |
| ------ | ------ | ------ | ------ | ------ | ------ | ------ | ------ | ------ |
| 20 000 | 18 925 | 18 920 | 19 440 | 19 351 | 19 212 | 19 568 | 19 860 | 19 871 |